# Vulkameter

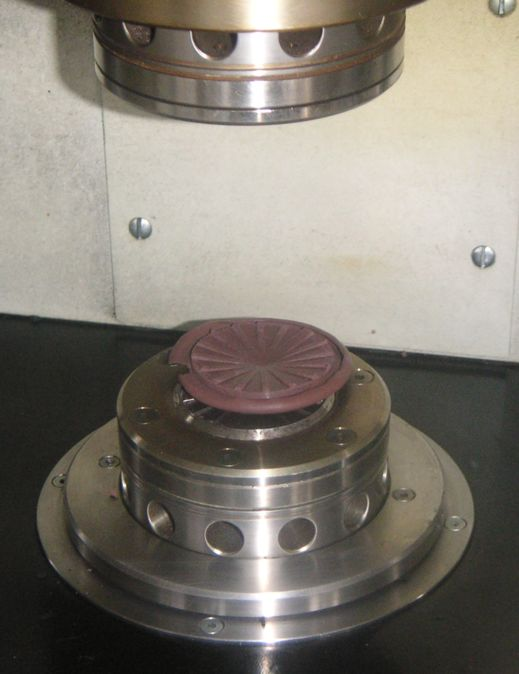
Vulkameter im Einsatz: Die Kammer ist geöffnet, auf der unteren Kammerhälfte liegt der Prüfkörper, die Messung ist abgeschlossen.

Ein Vulkameter ist ein Messgerät, mit dem das Verhalten einer vernetzbaren Mischung aus Polymeren, meist Kautschuk, und Zuschlägen bei der Vulkanisation untersucht werden kann. Dabei erhält man als Antwort des Materials auf eine aufgezwungene oszillierende Deformierung in einer beheizten und geteilten Kammer charakteristische Messwerte wie elastisches und viskoses Drehmoment als Funktion der Zeit. Es ähnelt damit in seiner Funktionsweise einem Rheometer.

## Messprinzip
Eine definierte Menge einer unvulkanisierten Mischung wird in einer Metallkammer Druck und Temperatur ausgesetzt und oszillierend verformt. Es wird dabei zwischen
- Linearschub-Vulkametern
- Torsionsschub-Vulkametern mit Rotor
- Torsionsschub-Vulkametern ohne Rotor mit offener oder geschlossener Kammer

unterschieden.
Die Vulkanisation setzt nun ein, es bilden sich Molekülbrücken und die Mischung vernetzt sich zusehends. Bei Torsionsschub-Vulkametern bewegt sich ein Kammerteil bzw. der Rotor einige Winkelgrade (0,1 – 2°) mit einer Frequenz von 0,05 bis 2 Hz hin und her. Das zur Aufrechterhaltung der Bewegung notwendige Drehmoment wird erfasst und zusammen mit Auslenkungswinkel, Temperatur und Druck zu einem Schreiber bzw. PC übertragen. Die Funktionsweise ähnelt damit der eines Rheometers.
Ist der Vorgang abgeschlossen, erhält man eine Hüllkurve der Zeit-Drehmoment-Kurve. Bei Kautschukmischungen sinkt die Hüllkurve zunächst auf einen Minimalwert, steigt dann mit einsetzender Vernetzungsreaktion und nähert sich einem Endwert an. Das zur Verformung notwendige Drehmoment ist damit ein Maß für das Fortschreiten der Reaktion.
So kann beispielsweise sowohl der Grad der Vernetzung nach einer bestimmten Zeit ebenso bestimmt werden als auch die benötigte Zeit, um das Material zu einem gewünschten Anteil zu vernetzen.
Ohne Vulkameter wäre die Überwachung und die gezielte Entwicklung von Gummimischungen nicht möglich.

## Normen
- DIN 53529-1:1983-03: Prüfung von Kautschuk und Elastomeren; Vulkametrie; Allgemeine Arbeitsgrundlagen
- DIN 53529-2:1983-03: Prüfung von Kautschuk und Elastomeren; Vulkametrie; Bestimmung des Vulkanisationsverlaufes und reaktionskinetische Auswertung von Vernetzungsisothermen
- DIN 53529-3:1983-06: Prüfung von Kautschuk und Elastomeren; Vulkametrie; Bestimmung des Vernetzungsverhaltens mit rotorlosen Vulkametern
- DIN 53529-4:1991-04: Prüfung von Kautschuk und Elastomeren; Vulkametrie; Bestimmung des Vernetzungsverhaltens mit einem Vulkameter mit Rotor
- ISO 3417:2008-12: Kautschuk und Elastomere – Bestimmung des Vernetzungsverhaltens mit einem Vulkameter mit Rotor
- ISO 6502:1999-12: Kautschuk – Leitfaden zum Gebrauch von Vulkametern